# Wróblowe
Wróblowe (Passeriformes) – rząd ptaków z podgromady ptaków nowoczesnych Neornithes. Największy rząd ptaków, obejmujący około 6200 gatunków, czyli ponad połowę wszystkich występujących dziś gatunków ptaków.
Nazwa rzędu wywodzi się od nazwy wróbla zwyczajnego (zwanego domowym) Passer domesticus. Wielu autorów uważa, że wróblowe wyewoluowały około 75 mln lat temu w środowisku leśnym na południowym kontynencie Gondwanie. Inni badacze, np. Gerald Mayr, uznają jednak za bardziej prawdopodobne, że wróblowe powstały już po wymieraniu kredowym, co miałoby być bardziej zgodne z danymi paleontologicznymi i paleobiogeograficznymi. Przystosowały się do życia w większości siedlisk lądowych na wszystkich kontynentach z wyjątkiem Antarktydy. Wśród innych ptaków wyróżniają się charakterystyczną budową podniebienia, krtani oraz stóp.

## Cechy charakterystyczne
Są to z reguły małe lub średnie ptaki o bardzo zróżnicowanych kształtach, ubarwieniu i trybie życia. Stopy wróblowych mają cztery palce łączące się z nogą na tej samej wysokości. Trzy są skierowane do przodu, a najbardziej wewnętrzny – do tyłu. Kręgi szyjne w liczbie 14, jedynie u szerokodziobów (Eurylamidae) 15. U większości gatunków skrzydła stopniowo zwężają się w stronę ich czubka, co stanowi przystosowanie do szybkiego poderwania się do lotu i sprawnego manewrowania w powietrzu. Zmniejsza to jednak zdolność utrzymania wysokiej prędkości lotu.
Wiele z nich prowadzi leśny tryb życia. Większość żywi się pokarmem roślinnym lub owadami. Często tworzą pary monogamiczne. Samce większości gatunków aktywnie uczestniczą w wysiadywaniu jaj i wychowywaniu młodych.
Spośród wróblowych najmniejszym gatunkiem jest raniuszek malutki (Psaltria exilis) dł. blisko 8 cm, zaś największym kruk zwyczajny (Corvus corax) podg. principalis (z Grenlandii) o długości niemal 64 cm i masie blisko 1,7 kg. Na drugim miejscu plasują się lirogony wspaniałe (Menura novaehollandiae), osiągając długość do 103 cm (bez ogona ok. 33 cm) i masę 1,1 kg.

## Systematyka
Systematyka rzędu i stopień pokrewieństwa gatunków wciąż budzi spory. Początkowo wyróżniano cztery podrzędy wróblowych: Eurylaimi i tyrany (Tyranni) – obecnie tworzą podrząd – pierwowróblowce (Suboscines) oraz lirogonowe (Menurae) i śpiewające (Passeres) – obecnie tworzą jeden podrząd – śpiewające (Oscines). Nowozelandzkie bargliki są niekiedy wydzielane do trzeciego podrzędu – Acanthisitti. Klad obejmujący Suboscines i Oscines (ale nie Acanthisittidae) nosi nazwę Eupasseres. Niepewną pozycję systematyczną mają niektóre paleogeńskie wróblowe, takie jak Jamna czy Resoviaornis.
Do rzędu wróblowych należą trzy podrzędy:
- Acanthisitti Wolters, 1977 – barglikowce
- Tyranni Wetmore & Miller, 1926 – tyrankowce – mięśnie wewnętrzne krtani przytwierdzone do środków jej chrzęstnych półobręczy; występuje jedna para mięśni lub nie występują wcale[5]
- Passeri Linnaeus, 1758 – śpiewające – mięśnie wewnętrzne krtani przytwierdzone do krańców jej chrzęstnych półobręczy; występują 3 lub 4 pary takich mięśni[5]

## Ochrona
W Polsce wszystkie gatunki wróblowych objęte są ścisłą ochroną gatunkową z wyjątkiem kilku gatunków, które są objęte ochroną częściową:
- gawron (Corvus frugilegus) – osobniki w obszarze administracyjnym miast, poza miastami podlega ochronie ścisłej
- kruk zwyczajny (Corvus corax)
- sroka (Pica pica)
- wrona siwa (Corvus cornix)